# Kowerdziaki
Kowerdziaki (biał. Кавердзякі, ros. Ковердяки) – wieś na Białorusi, położona w obwodzie brzeskim w rejonie brzeskim, w składzie sielsowietu Motykały, położona ok. 5 km na północ od Brześcia.
Wieś magnacka położona była w końcu XVIII wieku w powiecie brzeskolitewskim województwa brzeskolitewskiego. 
W latach 1921–1939 wieś należała do gminy Motykały w granicach II Rzeczypospolitej, w woj. poleskim w pow. brzeskim.